# Que Sera
Que sera är en låt framförd av Medina i Melodifestivalen 2024. Låten som deltog i den femte deltävlingen, gick direkt vidare till final.
Låten är skriven av Jimmy "Joker" Thörnfeldt, Anderz Wrethov och duon själva.

## Röstningsstatistik
I omgång 2 redovisas rösterna genom poäng från tittargrupperna. Medina fick fyra tolvor från åldersgrupperna 3–9, 10–15, 16–29 och 16–29 i deltävling 5.

### Deltävling 5
Omgång 2:
| Sång       | Åldersgrupper | Åldersgrupper | Åldersgrupper | Åldersgrupper | Åldersgrupper | Åldersgrupper | Åldersgrupper | Telefon |
| Sång       | 3–9           | 10–15         | 16–29         | 30–44         | 45–59         | 60–74         | 75+           | Telefon |
| ---------- | ------------- | ------------- | ------------- | ------------- | ------------- | ------------- | ------------- | ------- |
| "Que sera" | 12            | 12            | 12            | 12            | 8             | 8             | 10            | 8       |

### Final
|            | Belgien | Irland | Malta | Serbien | Australien | Island | Tyskland | Cypern |
| ---------- | ------- | ------ | ----- | ------- | ---------- | ------ | -------- | ------ |
| "Que sera" | 10      | 12     | 8     | 5       | 4          | 2      | 2        | –      |